# Siniša Skelin
Siniša Skelin, född den 14 juli 1974 i Split i Kroatien, är en kroatisk roddare.
Han tog OS-silver i tvåa utan styrman i samband med de olympiska roddtävlingarna 2004 i Aten.